# Bruuns magasinsbyggnader

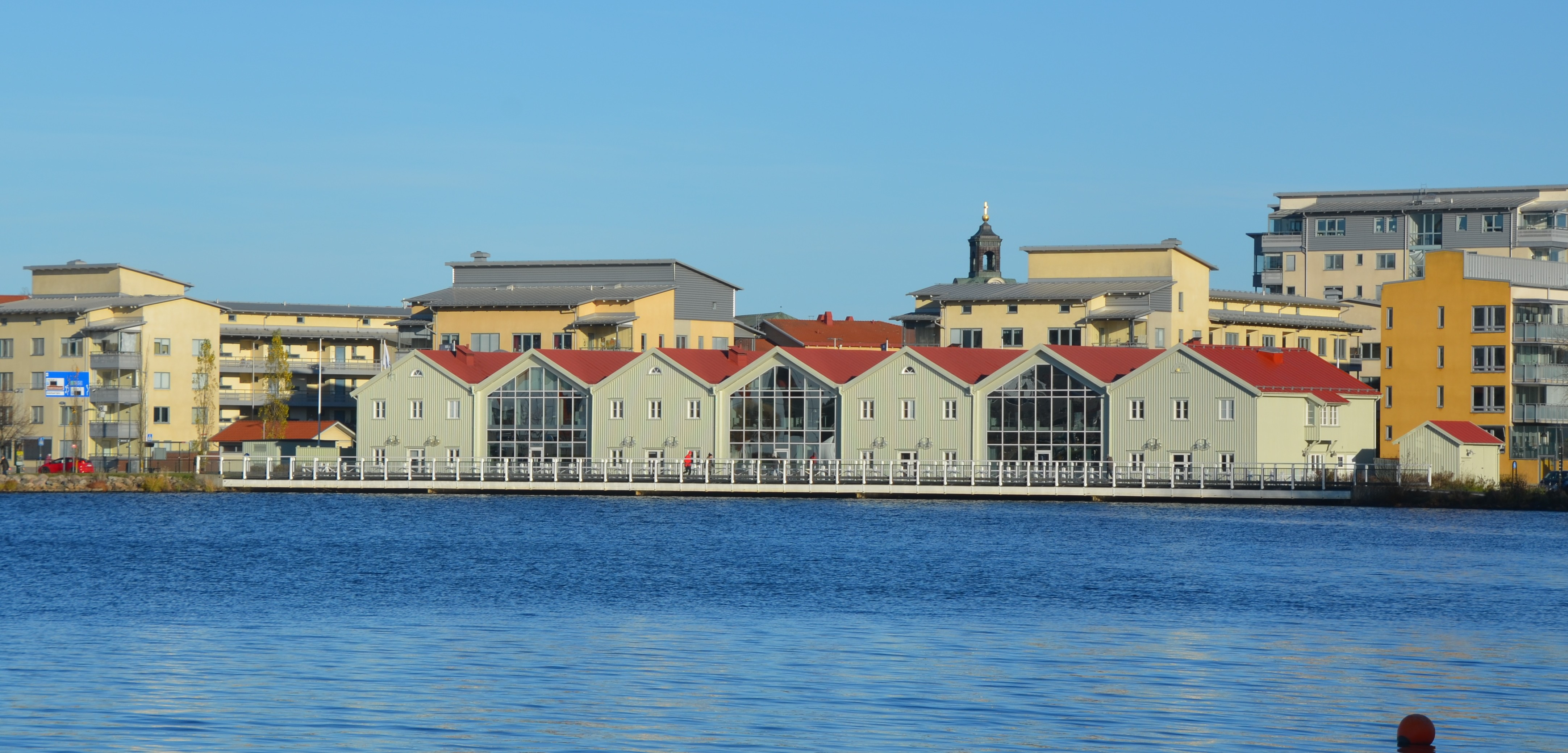
Bruuns magasinsbyggnader med Kålgården i bakgrunden

Bruuns magasinsbyggnader är tidigare spannmålsmagasin i Jönköping. De uppfördes 1939 på en utfyllnad i vid östra stranden av Munksjön för AB J. Bruun efter ritningar av stadsarkitekten Göran Pauli. 
Byggnaden ritades i funktionalistisk stil. Den bestod ursprungligen av en kontorsdel i den norra ändan och sex magasinsdelar. Kontorsdelen hade ett gentemot magasinen avvikande platt tak för att markera dess annorlunda ändamål. Byggnaden har bevarats och byggts om till kontor, varvid den tidigare kontorsdelen har fått samma utseende som de tidigare magasinsdelarna. Framför magasinen mot sjön har anlagts ett promenadbrygga på den tidigare lastbryggan för skutor. 
Magasinen ligger numera omedelbart söder om den stora utfyllning från senare delen av 1900-talet i Munksjön, på vilken Teaterrondellen och Kulturhuset Spira har uppförts.

## Historik
Fram till slutet av 1800-talet fanns trädgårdar och badhus, bland annat Jönköpings första varmbadhus från 1835, vid nordöstra stranden. På 1882 års plankarta anges de strandnära tomterna på Munksjöns nordöstra strand utgöra fabriksområde. Östra Strandgatan började anläggas i strandlinjen vid mitten av 1890-talet.
I 1950 års generalplan föreslogs kvarteren närmast söder om Odengatan att inrymma verksamhet för småindustri och partihandel. Det har senare använts för omfattande flerbostadsbyggande i stadsdelen Kålgården.